# Barón de Viver
Barón de Viver (en catalán y oficialmente: Baró de Viver) es uno de los siete barrios que componen el distrito barcelonés de San Andrés. Tiene una superficie de 0,22 km² y una población de 2507 habitantes (2016).

## Historia
Se construyó en unos terrenos que el Patronato de Vivienda de Barcelona, a través del Fomento de la Vivienda Popular, compró a la marquesa de Castellvell en 1928, en el margen derecho del río Besós, en terrenos que aún pertenecían a Santa Coloma de Gramanet. El barrio llevó el nombre de Barón de Viver debido a Darío Rumeu y Freixa, segundo barón de Viver y alcalde de Barcelona entre 1924 y 1930, durante la dictadura de Miguel Primo de Rivera. La Segunda República Española cambió el nombre por el de Pi y Margall, pero el régimen franquista devolvió el antiguo nombre de Barón de Viver.
En 1941, el Ayuntamiento de Barcelona se queda con el patrimonio; del cual se hace cargo el Instituto Municipal de la Vivienda, después Patronato Municipal de la Vivienda, que construyó 334 hogares unifamiliares entre el río Besós, los talleres de Renfe y el polígono industrial del Besós. Pasó a formar parte de la ciudad de Barcelona, junto con el barrio vecino de El Buen Pastor.
En 1958 y 1959 se produjo una última ola de población inmigrante, que construyeron los nuevos bloques, y en 1985 se lleva a cabo una reforma del barrio a raíz de la aprobación del PERI. El aislamiento radical del barrio se ha roto por las Ronda de Dalt y la Ronda del Litoral que lo rodean, el soterramiento de las líneas de alta tensión que iban por los márgenes del Besós y su transformación en un parque, así como la construcción de una estación de Metro. La Estación de Baró de Viver se inauguró en 1983.